# Štítov (Blovice)
Štítov (německy Stittau) je vesnice a část města Blovice v okrese Plzeň-jih v Plzeňském kraji. Leží asi tři kilometry severovýchodně od Blovic.

## Historie
První písemná zmínka o vesnici pochází z roku 1545, ale je pravděpodobné, že vesnice vznikla už koncem 14. století. Její založení nejspíše souvisí se zánikem blízkých osad Kamenice, která se nacházela 1,5 kilometru západně od Štítova, a Tisovce, ležícího přibližně v místech dvora Karlov.[zdroj⁠?!]
Štítov stojí v sedle mezi vrchy Kamensko (506 metrů) a Karlov (540 metrů), na úpatí návrší Hora, pro který se vžil pomístní název Vorlojc vršek. Historické jádro vsi tvořil kruh hospodářských stavení uskupený do tzv. okrouhlice okolo návsi s rybníkem. Vesnice byla tvořena deseti usedlostmi, tzv. grunty.
Od svého založení patřil Štítov k hradišťskému panství.[zdroj⁠?!]

## Obyvatelstvo
| Rok            | 1869 | 1880 | 1890 | 1900 | 1910 | 1921 | 1930 | 1950 | 1961 | 1970 | 1980 | 1991 | 2001 | 2011 | 2021 |
| -------------- | ---- | ---- | ---- | ---- | ---- | ---- | ---- | ---- | ---- | ---- | ---- | ---- | ---- | ---- | ---- |
| Počet obyvatel | 302  | 355  | 312  | 322  | 345  | 325  | 284  | 214  | 191  | 155  | 133  | 95   | 96   | 102  | 98   |
| Počet domů     | 46   | 52   | 52   | 53   | 53   | 54   | 56   | 56   | 53   | 46   | 41   | 54   | 56   | 56   | 56   |

## Obecní správa
Po zrušení patrimoniálního zřízení byl Štítov při sčítání lidu v letech 1850–1975 samostatnou obcí, se kterým patřil nejprve do okresu Plzeň, ale v roce 1950 v okrese Blovice a od roku 1960 v okrese Plzeň-jih. Od 1. ledna 1976 je částí města Blovice v okrese Plzeň-jih.

## Spolky
Ve Štítově působilo a působí několik hospodářských, kulturních i sportovních spolků.

### Hospodářský spolek pro střední část okresu blovického ve Štítově
Spolek vznikl v roce 1900 a jeho prvním předsedou byl zvolen Konrád Grund z Habří.[chybí lepší zdroj] Cílem spolku bylo především zavedení nových forem obdělávání půdy inovace a efektivnější hospodaření. To mělo být dosaženo společným nákupem nových strojů a sdílením financí při jejich pořizování. Spolek měl rovněž úlohu edukativní a snažil se nahradit některé staré neefektivní způsoby hospodaření modernějšími postupy. Významným členem spolku a jeho mentorem byl místní řídící učitel Tomáš Kuchynka. Spolek fungoval bezvadně více než 25 let, ale postupem času (i vlivem odchodu Tomáše Kuchynky z místní školy) začal upadat a počet jeho členů ubýval. K úplně likvidaci spolku došlo v roce 1944.

### Jednota divadelních ochotníků Tyl
Divadelní spolek Tyl vznikl na základě ochotnického kroužku v roce 1910 a byl pojmenován na počest českého dramatika Josefa Kajetána Tyla, jehož odkazu si lidé z Plzně a blízkého okolí velmi cenili. Jednalo se o silně vlastenecký spolek vedený místním učitelem Eduardem Pešem. O kvalitě jím režírovaných vystoupení svědčí i to, že si jednota mohla již po několika letech účinkování dovolit pořídit prkenné jeviště s výměnnými kulisami a nádhernou oponou, na které byla vyobrazena věštící Libuše nad Prahou (dílo malíře Kuneše z Blovic). Představení byla hrána nejen ve Štítově, ale i po širokém okolí. Do repertoáru patřili především české národnostně laděné hry jako Naši furianti, Maryša, Paličova dcera, Kříž u potoka, Gazdina roba, Pytlákova schovanka a celá řada dalších. V přestávkách představení účinkovali rovněž štítovští kupletáři, z nichž největší obdiv sklízeli žertovné výstupy Slávy Černého, syna místního hostinského. Pro účely jednoty byl v lesíku pod Karlovem zřízen přírodní amfiteátr, kde měla jednota své domovské jeviště. V roce 1921 jednota oficiálně ukončila svou činnost a přešla pod nově vzniklý Sbor dobrovolných hasičů.[chybí lepší zdroj]

### Sbor dobrovolných hasičů ve Štítově
Oproti ostatním okolním obcím byl Sbor dobrovolných hasičů ve Štítově založen relativně pozdě, a to až v roce 1921. Při založení sboru čítala zakládací listina 23 aktivních členů. Prvním starostou sboru byl na ustavující schůzi zvolen Martin Rund. Sbor se od prvopočátku nevěnoval jenom samotnému zajištění požární ochrany obce, ale také spolupráci s ostatními spolky v rámci obce, kulturní a sportovní činnosti. V roce 2022 měl sbor 32 aktivních členů a  od roku 2005 provozuje Hasičský klub v prostorách bývalé obecní školy (čp. 54).

### FC Ekrazit Štítov
Jediným čistě sportovním spolkem působícím ve Štítově je fotbalový klub FC Ekrazit Štítov. Jedná se o sdružení amatérských sportovců, kteří sice nikdy nehráli žádnou oficiální soutěž, ale pravidelně pořádají přátelská fotbalová utkání s okolními obcemi. Již v průběhu 50. let se fotbalisté ze Štítova účastnili fotbalových klání, k čemuž jim sloužilo tehdy nově vybudované hřiště na svazích pod Karlovem. V roce 1970 bylo na bývalých pozemcích, určených pro chov drůbeže, na trati "V Horách" vybudováno plnohodnotné hřiště takřka profesionálních parametrů. Toto hřiště je fotbalovým klubem využíváno dodnes. Klubovými barvami FC Ekrazit Štítov jsou červená a bílá.

### Okrašlovací spolek žen ve Štítově
Okrašlovací spolek žen převzal pomyslnou kulturní štafetu po Jednotě divadelních ochotníků Tyl. V rámci štítovských kulturních sezón zajišťují tradiční srazy rodáků, rozsvěcování vánočního stromku, přípravy zábav a plesů a divadelní vystoupení pro děti.

## Pamětihodnosti

### Kaple Navštívení Panny Marie
Na návsi se nachází zděná kaple Navštívení Panny Marie z roku 1933. Tato kaple nahradila původní prastarou dřevěnou kapličku, která stávala mezi čtyřmi stoletými lipami na místě dnešního památníku. Ta byla v roce 1933 pro svůj zchátralý stav zbořena a na místo ní byla nově postavena kaple současná, která byla roku 1934 vysvěcena. Oltáři původní kaple dominovala socha svatého Jana Nepomuckého, která se nedochovala. V kapli se však dodnes nachází původní zvon, který se v průběhu válek podařilo uchránit před konfiskací.

### Morový kříž
Litinový kříž na kamenném podstavci se nachází u cesty na Blovice poblíž areálu zemědělského družstva. Kříž zde byl vztyčen v roce 1909, jako památka na tragickou událost, která se v těchto místech odehrálo roku 1722. Na kříži je vyhotoven nápis: „Věnovali / Občané / Štítovský / R.1909“.[zdroj⁠?!] Záznamy ve starých mapách však dokazují existenci kříže v těchto místech, kde se před vybudováním jednotného zemědělského družstva nacházela křižovatka cest, již na druhém vojenském mapování z roku 1845.

### Pomník obětem světových válek
V roce 1919 byl na hrázi rybníka vztyčen pomník padlým občanům štítovským, který byl později přesunut na místo původní dřevěné kapličky, mezi čtyři památné lípy blízko silnice do Blovic. Původně se jednalo o pomník padlých v první světové válce, na konci čtyřicátých let 20. století byla doplněna plaketa jedinému padlému občanu ve druhé světové válce. Pomník vzdává hold mužům, kteří mezi lety 1914–1918 opustili svůj domov a jejichž těla našla odpočinek v dalekých krajích Srbska, Itálie, Haliče a Rumunska. Na jejich počest je pomník ozdoben bronzovým věncem a vytesaným heslem „V smrti rozloučeni – v lásce spojeni.“